# Ronse
Ronse (in francese Renaix) è un comune belga situato nella regione fiamminga. Fa parte dei comuni a facilitazione linguistica.

## Amministrazione

### Gemellaggi
- Kleve
- Sandwich
- Saint-Valery-sur-Somme
- Jablonec nad Nisou
- Masakin